# Endrosa compluta
Endrosa compluta là một loài bướm đêm thuộc phân họ Arctiinae, họ Erebidae.